# Жимо
Жимо (фр. Gimeaux) насеље је и општина у централној Француској у региону Оверња, у департману Пиј де Дом која припада префектури Риом.
По подацима из 2011. године у општини је живело 409 становника, а густина насељености је износила 186,76 становника/km². Општина се простире на површини од 2,19 km². Налази се на средњој надморској висини од 400 метара (максималној 428 m, а минималној 354 m).

## Демографија
| 1962. | 1968. | 1975. | 1982. | 1990. | 1999. | 2011. |
| ----- | ----- | ----- | ----- | ----- | ----- | ----- |
| 251   | 279   | 277   | 282   | 318   | 318   | 409   |

График промене броја становника у току последњих година